# Kompozitni slog
Kompozitni slog /  red je mešanica, ki združuje volute jonskih kapitelov z akantovi listi korintskega sloga. V mnogih različicah so volute kompozitnega reda večje, na splošno pa je nekaj okrasa, nameščenega na sredini med volutami. Steber je običajno visok deset premerov, čeprav je lahko arhitekt prilagodil te podrobnosti za določene stavbe. Kompozitni red se v bistvu obravnava kot korintski, razen kapitela, brez neskladnih razlik, ki so nad ali pod kapitelom.
Kompozitni red najdemo v starogrški arhitekturi in do renesanse ni bil obravnavan kot samostojen slog. Namesto tega so ga obravnavali kot cesarsko rimsko obliko korintskega reda. Čeprav je Titov slavolok v  Rimskem forumu in zgrajen leta 82 n. št., včasih naveden kot prvi vidni ohranjen primer kompozitnega sloga, je bil ta verjetno izumljen »malo pred Avgustovo vladavino in gotovo dobro razvit pred njegovo smrtjo, prav takrat, ko se je ustanavljala rimska različica korintskega sloga«. 
S toskanskim slogom, poenostavljeno različico dorskega sloga, ki ga najdemo tudi v antični rimski arhitekturi, vendar ga Vitruvij ni vključil v svoje tri rede, so kompozitnega renesančni pisci dodali med pet klasičnih slogov. Sebastiano Serlio (1475–1554) je leta 1537 objavil svojo knjigo I Sette libri dell'architettura, v kateri je drugič omenil kompozitni slog kot samostojen in ne le kot evolucijo korintskega, kot je prej predlagal Leon Battista Alberti. Leon Battista Alberti v svoji knjigi De re aedificatoria omenja kompozitni slog in ga imenuje italic.

## Oblika kapitela
Kompozitni deloma temelji na jonskem slogu, kjer so volute (gledano spredaj) združene v bistvu vodoravni element na vrhu kapitela, tako da spominjajo na list, ki je delno zasukan. Kljub temu izvoru zelo veliko kompozitnih kapitelov v resnici obravnava obe voluti kot različna elementa, ki izvirata z ene strani svoje listnate podlage. V tem in po ločenem ornamentiranju med njimi spominjajo na arhaični grški eolski red, čeprav se zdi, da to ni bila pot razvoja v zgodnjem Rimskem cesarstvu.
Kadar je grška jonska voluta običajno prikazana s strani kot ena sama enota nespremenjene širine med sprednjim in zadnjim delom stebra, se kompozitne volute običajno obravnavajo kot štiri različne tanjše enote, ena v vsakem kotu kapitela, ki štrli. na kakšnih 45 ° proti pročelju. Prednost tega je odstranjevanje nujnosti drugačnega videza spredaj in stranskih pogledov. 
Obravnava podrobnosti je pogosto zelo spremenljiva, saj so v kapitele vključili figure, heraldične simbole in podobno. Odnos volute do listov je bil obravnavan na več različnih načinov, kapitel pa je lahko ločeno razdeljen na različne vodoravne cone ali celoten kapital obravnava kot enotno cono. Renesansa je kompozitni slog zaradi občutljivega videza ocenila kot primeren za gradnjo cerkva, posvečenih Devici Mariji ali drugim ženskam. Na splošno se že od nekdaj uporablja za namigovanje na bogastvo in veličino.

## Primeri
Donato Bramante (1444–1514) je uporabil kompozitni slog v drugem zaporedju križnega hodnika Santa Maria della Pace, Rim. Za prvi zaporedje je bil uporabljen jonski slog. Francesco Borromini (1599–1667) je razvil kompozitni slog v San Carlo alle Quattro Fontane v Rimu (1638). Notranjost cerkve ima 16 kompozitnih stebrov. Nosilni stebri pod loki imajo obrnjene volute. Ta izbira je bila takrat zelo kritizirana, saj so menili, da je njegova odločitev premalo poznala Vitruvije sloge..
Obrnjene volute lahko vidimo tudi v spodnjem delu Borrominijevega Oratorio dei Filippini. Tam je bila polemika še večja, če upoštevamo, da je Borromini odstranil tudi akantovo listje in pustil gol kapitel.
Rimski
- Titov slavolok, Rim
- Slavolok Septimija Severa, Rim
- Santa Costanza, Rim, notranjost, sredina 4. stoletja

Sodobni
- Ospedale degli Innocenti, Firence, 1421, Filippo Brunelleschi
- Palazzo Valmarana, Vicenza, 1565, Andrea Palladio
- Palazzo del Capitaniato, Vicenza, 1571–1572, Andrea Palladio
- krilo Lescot, palača Louvre, Pariz
- Il Gesù, Rim
- Easton Neston, Anglija, c. 1700
- Palača Madama, Torino, c. 1720, Filippo Juvarra
- Bazilika sv. Janeza v Lateranu, Rim
- Somerset House, London, 1776, William Chambers
- Narvska slavoločna vrata, Sankt Peterburg, 1814
- Etnografski muzej (nekdanja Palača pravičnosti), Budimpešta
- Dvorec guvernerja Alabame, 1907

## Galerija
- Kompozitni kapitel v nekdanji Palači pravičnosti (Budimpešta, Madžarska)
- Za razliko od kompozitnega kapitela ima ta jonski drugačen videz od sprednje in bočne strani
- Poznorimski / bizantinski, v Eufrazijevi baziliki
- Palazzo Recalcati, Milano
- Palazzo Capitaniato, Vicenza, Andrea Palladio
- Pilaster v San Benedettu, Benetke
- Santa Croce in Fossabandi v Pisi
- Brescia, San Giovanni, Stefano Bolognini
- Rokoko obdelava v Bavariji, z nenavadnimi "nazaj obrnjenimi" volutami
- Kirche am Hof, Dunaj
- Kompozitni stebri polic s knjigami iz Bibliothèque Mazarine (Pariz)